# Chamelaucium axillare
Chamelaucium axillare är en myrtenväxtart som beskrevs av Ferdinand von Mueller och George Bentham. Chamelaucium axillare ingår i släktet Chamelaucium och familjen myrtenväxter. Inga underarter finns listade i Catalogue of Life.